# Godeok-dong
Godeok-dong (koreanska: 고덕동) är en stadsdel i stadsdistriktet Gangdong-gu i Sydkoreas huvudstad Seoul. 

## Indelning
Administrativt är Godeok-dong indelat i:
| Namn    | Namn              | Yta i km² | Invånare 31 dec 2019 |
| ------- | ----------------- | --------- | -------------------- |
| 고덕1동 | Godeok 1(il)-dong | 1,73      | 27 079               |
| 고덕2동 | Godeok 2(i)-dong  | 2,01      | 19 345               |